# Kalinowa (herb szlachecki)
Kalinowa – herb szlachecki.
Opis herbu:
W polu czerwonym strzała srebrna w słup, na końcu rozdwojona, na każdym z końców strzały gwiazda sześcioramienna złota. W klejnocie trzy pióra strusie takąż strzałą przeszyte.
Najwcześniejsze wzmianki:
Herbowni:
Lista herbownych w artykule sporządzona została na podstawie wiarygodnych źródeł, zwłaszcza klasycznych i współczesnych herbarzy. Należy jednak zwrócić uwagę na częste zjawisko przypisywania rodom szlacheckim niewłaściwych herbów, szczególnie nasilone w czasie legitymacji szlachectwa przed zaborczymi heroldiami, co zostało następnie utrwalone w wydawanych kolejno herbarzach. Identyczność nazwiska nie musi oznaczać przynależności do danego rodu herbowego. Przynależność taką mogą bezspornie ustalić wyłącznie badania genealogiczne.
Pełna lista herbownych nie jest dziś możliwa do odtworzenia, także ze względu na zniszczenie i zaginięcie wielu akt i dokumentów w czasie II wojny światowej (m.in. w czasie powstania warszawskiego w 1944 spłonęło ponad 90% zasobu Archiwum Głównego w Warszawie, gdzie przechowywana była większość dokumentów staropolskich). Lista nazwisk znajdująca się w artykule pochodzi z Herbarza polskiego Tadeusza Gajla. Jest to dotychczas najpełniejsza lista herbownych, uzupełniana ciągle przez autora przy kolejnych wydaniach Herbarza. Występowanie na liście nazwiska nie musi oznaczać, że konkretna rodzina pieczętowała się herbem Kalinowa. Często te same nazwiska są własnością wielu rodzin reprezentujących wszystkie stany dawnej Rzeczypospolitej, tj. chłopów, mieszczan, szlachtę. Według opracowania Gajla, herbem tym pieczętowały się następujące rodziny:
Arawinka, Cel, Filonowicz, Gurynowicz, Huryn, Hurynowicz, Kalinowicz, Kalinowski, Kolb, Kolbe, Kołb, Micieński, Szyłejko, Wojciechowski, Zaremba, Zaręba.